# Aidia cochinchinensis
Aidia cochinchinensis är en måreväxtart som beskrevs av João de Loureiro. Aidia cochinchinensis ingår i släktet Aidia och familjen måreväxter. Inga underarter finns listade i Catalogue of Life.